# Villa Lindenoord en De Viersprong
Villa De Viersprong en villa Lindenoord aan de Kampstraat 14-16 in Baarn zijn een gemeentelijk monument in Baarn in de provincie Utrecht.
De dubbele villa staat op de hoek van de Kampstraat en de Kerkstraat. Ze werd ontworpen door N. Rigter en G. van Bronkhorst en in 1904 gebouwd voor J. Th. van Walraven. De wit gepleisterde huizen zijn niet symmetrisch gebouwd. De aangebouwde erker kwam in 1920 in de plaats van een eerdere serre.